# Comptosia caesariata
Comptosia caesariata är en tvåvingeart som beskrevs av Yeates 1991. Comptosia caesariata ingår i släktet Comptosia och familjen svävflugor.
Artens utbredningsområde är Queensland. Inga underarter finns listade i Catalogue of Life.